# Czechowice-Dziedzice
Czechowice-Dziedzice é um município da Polônia, na voivodia da Silésia e no condado de Bielsko-Biała. Estende-se por uma área de 33 km², com 35 631 habitantes, segundo os censos de 2017, com uma densidade de 1083 hab/km².